# Tahar El Khalej
Tahar El Khalej (àrab: الطاهر الخلج)  (Marràqueix, 16 de juny de 1968) és un exfutbolista marroquí de la dècada de 1990.
Fou internacional amb la selecció del Marroc amb la qual participà en la Copa del Món de futbol de 1994 i a la Copa del Món de futbol de 1998.
Pel que fa a clubs, destacà al Kawkab Marrakech, la UD Leiria, l'SL Benfica i el Southampton FC.